# Womon
Womon est un village situé au nord de la Côte d'Ivoire, à 353 m d'altitude, et qui fait partie de la sous-préfecture de Kouto.

## Géographie
Womon est un carrefour, situé sur l'axe reliant la ville de Kouto à Tingréla, il est distant de 31 km de Kouto et de 50 km de Tingréla.
Au sud se trouve Zaguinasso, au nord Blességué, à l'est Wora, au nord-est Bougoula et à l'ouest Tabagoroni.

## Sociologie
Womon est peuplé majoritairement de sénoufos, de malinkés. Les religions pratiquées sont l'islam, le christianisme et l'animisme.

## Histoire
Womon a été victime d'un grand exode rural. .

## Économie et services
C'est un village essentiellement agricole mais ses habitants pratiquent aussi le commerce et la pêche.
Il y a une école, un barrage, l'éclairage public depuis 1987 et un marché public mais Womon souffre d'un manque d'infrastructures.